# Slivnica pri Mariboru
Slivnica pri Mariboru is een plaats in Slovenië en maakt deel uit van de gemeente Hoče-Slivnica in de NUTS-3-regio Podravska. De plaats telde 615 inwoners op 1 januari 2020.